# Spinospasma hynesi
Spinospasma hynesi là một loài bọ cánh cứng trong họ Cerambycidae.